# Sün Evrard
Pour les articles homonymes, voir Evrard.
Sün Evrard (Győr, ?) est une relieure française d'origine hongroise.

## Biographie
Incitée par son mari à apprendre la reliure, Sün Evrard étudie la reliure et la dorure à l’Ecole de l’UCAD (Union Centrale des Arts Décoratifs) qui se situe rue Beethoven à Paris et en sort diplômée en 1976. Elle y devient professeur pendant 1 an puis poursuit son enseignement pendant une vingtaine d'années à l’AAAV (Atelier d’Arts Appliqués du Vésinet).

## Travail
Sün Evrard développe des techniques nouvelles comme en 1984, la reliure simplifiée à dos souple (appelée aussi reliure à plats rapportés).  Elle développe une structure basée sur le principe des reliures d’archive anciennes (la double couture) qu'elle nomme pendant quelque temps reliure à agrafes, mais afin de ne pas évoquer les reliures du XIXe siècle faites avec des agrafes en fer (destinées à rouiller) les reliures de ce type s’appellent maintenant reliures à attaches.
Sün Evrard a travaillé sur des livres anciens tels un reçu de Michel Ange ou le Dulce Bellum Inexpertis d'Érasme édité en 1517.

## Collections, expositions
- Bibliothèque nationale de France
- Bibliothèque Historique de la Ville de Paris
- 2021, Maison d'Érasme, exposition

## Publications
- La reliure, en collaboration avec Annie Persuy, 1983, éditions Denoël.